# Vittoria Bianco
Vittoria Bianco (Putignano, 7 ottobre 1995) è una nuotatrice paralimpica italiana.

## Biografia
Nata il 7 ottobre 1995 a Putignano, Vittoria Bianco comincia a nuotare dall'età di sei anni, a 12 entra a far parte di una squadra agonistica. Nel 2016 le viene diagnosticato un tumore al vasto esterno destro. Dopo essere stata operata, numerosi sono stati i tentativi per salvarle l’arto ma la ferita non cicatrizzava. Trascorsi sette mesi, Vittoria, insieme ai medici, decide che la soluzione migliore sarebbe stata l’amputazione. 
Nel 2021 riceve la convocazione dalla Federazione Italiana Nuoto Paralimpico per prendere parte alle Paralimpiadi di Tokyo, dove conquista la medaglia d'oro nella staffetta 4x100 metri stile libero 34 punti, insieme a Xenia Francesca Palazzo, Giulia Terzi e Alessia Scortechini. Tre anni dopo, alle Paralimpiadi di Parigi, conquista il terzo gradino del podio nei 400 metri stile libero.

## Palmarès
Categorie S9, SB8, SM9
- Giochi Paralimpici

Tokyo 2020: oro nella 4x100m sl (34 pti.).
Parigi 2024: bronzo nei 400m sl.
- Campionati europei IPC

Funchal 2021: oro nei 50m sl, e nella 4x100m sl (34 pti.), bronzo nella 4x100m misti (34 pti.).
Funchal 2024: argento nei 400m sl.